# Maria Pia de Saboia (1934)
Maria Pia de Saboia (Nápoles, 24 de setembro de 1934), é a filha mais velha de Humberto II, o último rei de Itália, e da sua esposa, a princesa Maria José da Bélgica.

## Casamento e descendência
Em 1955, Maria Pia casou-se com o príncipe Alexandre da Iugoslávia de quem tem quatro filhos. Divorciou-se em 1967. Com o príncipe Alexandre, teve seis filhos, sendo dois pares de gémeos:
- Dimitri da Iugoslávia (nascido em 1958)
- Miguel da Iugoslávia (nascido em 1958)
- Sérgio da Iugoslávia (nascido 1963), casado com Eleonora Rajneri[1]
- Helena Olga Lídia Tamara Maria da Iugoslávia (nascida em 1963), casada com Thierry Gaubert[2]
  - Milena Gaubert (nascida 1988)
  - Nastasia Gaubert (nascida em 1991)

Em 2003 casou segunda vez com o príncipe Michel de Bourbon-Parma (1926–2018), filho do príncipe Renato de Bourbon-Parma e da princesa Margarida da Dinamarca, não havendo descendência deste casamento. Por este casamento, a princesa Maria Pia é cunhada da ex-rainha Ana da Roménia.

## Títulos e estilos
- 1934 – 1946: Sua Alteza Real Princesa Maria Pia da Itália, Princesa de Saboia
- 1946 – 1955: Sua Alteza Real Princesa Maria Pia de Saboia
- 1955 – 1967: Sua Alteza Real Princesa Maria Pia da Iugoslávia, Princesa de Saboia
- 1967 – 2003: Sua Alteza Real Princesa Maria Pia de Saboia
- 2003 – presente: Sua Alteza Real Princesa Maria Pia de Bourbon-Parma, Princesa de Saboia